# Pjotr Lavrov
Pjotr Lavrovič Lavrov (rusky Пётр Лаврович Лавров; 14. června 1823 – 6. února 1900) byl ruský filozof, sociolog, antropolog, socialistický teoretik, představitel ruského radikálně-demokratického hnutí narodniků. Občas užíval pseudonym Mirtov.

## Životopis
Koncem padesátých let a na počátku šedesátých let se účastní práce v tajně organizaci Zemlja i volja, navazuje spojení s Alexandrem Gercenem a Ogarjovem a publikuje v časopisu Golosa iz Rossii protistátní verše. Pro narodnické aktivity byl roku 1868 odeslán do vyhnanství na Urale. Odtud uprchl a žil v Paříži, kde se zapojil do socialistického hnutí, účastnil se mj. povstání Pařížské komuny roku 1871. V té době byl též vyslancem komuny v Londýně, kde se spřátelil s Marxem a Engelsem. Po porážce komuny odešel do Curychu, kde soupeřil s Michailem Bakuninem o vliv mezi ruskými politickými emigranty. Na rozdíl od Bakunina neviděl revoluci jako nevyhnutelné a jediné řešení a přiklonil se tak k reformismu. V Curychu též vedl časopis Vpered! (vycházel souběžně i v Londýně).

## Ideje
Socialismus chápal jako logické vyústění evropské politické tradice a západního ekonomického rozvoje. Zdůrazňoval přitom, jak je situace Ruska jiná, neboť vývoj tam od evropského zcela odklonil vpád Mongolů ve 13. století, a Rusko zůstalo zemí de facto feudální a zemědělskou. Přesto věřil, že existuje možnost specificky ruské cesty k socialismu, přímo ze zemědělsko-feudální fáze vývoje. Na tyto úvahy později navázal Lenin.
Lavrov jako jeden z prvních v Rusku vystoupil s materialistickým výkladem pozitivismu, zvláště jeho idejí evolučního vyvoje živé přírody. Kritizoval učení pozitivisty Kavelina o svobodě vůle, odsuzoval náboženský prvek ve filozofii Augusta Comta, pokoušel se vytvořit svůj systém, podle něhož se filozofie přírody zabývá zkoumáním vnějšího světa, filozofie ducha zkoumáním vnitřního světa, duchovního světa člověka, a filozofie dějin zkoumá činnost osobnosti, vysoké mravní principy.